# كوينسينيتو
كوينسينيتو هي بلدية في مدينة تورينو الحضرية، في منطقة بيمنتة الإيطالية، وتقع على بعد حوالي 60 كيلومتر (37 ميل) شمال تورينو.